# たらポッキ温泉
たらポッキ温泉（たらポッキおんせん）とは、青森県青森市鶴ケ坂にある日帰り入浴施設のある温泉である。
1980年代に廃れた旧鶴ヶ坂温泉郷に代わる形で、1984年に開湯した新興温泉である。

## 泉質
- ナトリウム - 塩化物・炭酸水素塩泉（含重曹食塩泉）

公表データでは源泉100パーセントかけ流し。飲用適。

## 温泉街
施設の経営母体は地元食品メーカーの三幸食品。「たらポッキ」など海産物加工（珍味）の企業である。

### 施設の特徴
外観は青森県内によく見受けられる公衆温泉浴場の典型。飲用効果のある温泉水で淹れた無料茶などのサービスがある。

## 歴史
鶴ケ坂地区は古くから湯治場であった。傷ついた鶴が湯あみしていたために発見されたという言い伝えが残っている。鶴ヶ坂の地名もこれに由来するものと考えられる。これが、1980年代まで存在した旧来の鶴ヶ坂温泉郷である。しかし、東北自動車道の青森までの開通と前後して、湯治場であった鶴ヶ坂温泉郷はいったん廃れた。
1984年三幸食品が、工業用水のボーリングにより、高温かつ豊富な湧出量の源泉を検出。日帰り入浴施設の建設に至る。

## アクセス
- 鉄道：奥羽本線鶴ケ坂駅から徒歩5分ほど。青森県道247号鶴ケ坂千刈線（旧:国道7号）に面している。
- バス：青森市市バス（旧:青森市営バス）・弘南バス「鶴ヶ坂田川」停留所下車、すぐ。